# Даут, Торстен
Торстен Даут (нем. Thorsten Dauth; род. 11 марта 1968, Бад-Наухайм, Гессен) — немецкий легкоатлет, специалист по многоборьям. Выступал за сборную Германии по лёгкой атлетике в 1990-х годах, победитель Кубка Европы в командном зачёте, чемпион и призёр первенств национального значения, участник летних Олимпийских игр в Барселоне.

## Биография
Торстен Даут родился 11 марта 1968 года в городе Бад-Наухайм, ФРГ.
Занимался лёгкой атлетикой в Карбене, проходил подготовку в местном спортивном клубе «Гросс-Карбен».
Впервые заявил о себе на международном уровне в сезоне 1991 года, когда вошёл в состав немецкой национальной сборной и выступил на крупном международном турнире Hypo-Meeting в Австрии, где стал пятым в десятиборье. Позже на Кубке Европы по легкоатлетическим многоборьям в Хелмонде финишировал пятым в личном зачёте и помог своим соотечественникам выиграть мужской командный зачёт. На чемпионате мира в Токио с результатом в 8069 очков закрыл в десятиборье десятку сильнейших.
В 1992 году занял 18-е место на Hypo-Meeting. Благодаря череде удачных выступлений удостоился права защищать честь страны на летних Олимпийских играх в Барселоне — набрал в сумме всех дисциплин десятиборья 7951 очко и расположился в итоговом протоколе соревнований на 17-й строке.
После барселонской Олимпиады Даут остался в составе легкоатлетической команды Германии и продолжил принимать участие в крупнейших международных стартах. Так, в 1993 году он показал 12-й результат на Hypo-Meeting, на Кубке Европы в Оулу сошёл с дистанции, при этом немецкие спортсмены всё же смогли стать серебряными призёрами в командном зачёте.
В 1994 году одержал победу на чемпионате Германии в эстафете 4 × 100 метров, стартовал в десятиборье на чемпионате Европы в Хельсинки, где без результата досрочно завершил выступление.
В 1995 году с личным рекордом в 8164 очка стал седьмым на Hypo-Meeting, отметился выступлением на чемпионате мира в Гётеборге — здесь снова выбыл из борьбы за медали уже в ходе первого соревновательного дня.
Один из последних сколько-нибудь значимых результатов в лёгкой атлетике показал в сезоне 1996 года, когда финишировал десятым на Hypo-Meeting, набрав 8048 очков.
Завершив карьеру легкоатлета, затем некоторое время выступал в бобслее и футболе, проявил себя на тренерском поприще.